# Cyanea purpurea
Cyanea purpurea is een schijfkwal uit de familie Cyaneidae. De kwal komt uit het geslacht Cyanea. Cyanea purpurea werd in 1910 voor het eerst wetenschappelijk beschreven door Kishinouye. 